# Elephanta-Höhlen
Die Elephanta-Höhlen auf der Insel Elephanta an der Westküste Indiens, rund 8 km östlich von Mumbai dienen der Verehrung Shivas. Die aus dem Fels herausgehauenen, leider jedoch arg zerstörten Shiva-Skulpturen im Inneren der Höhlen gehören zu den bedeutendsten Werken hinduistischer Bildhauerei überhaupt. Die Höhlen sind seit 1987 von der UNESCO als Weltkulturerbe anerkannt.

## Insel Elephanta

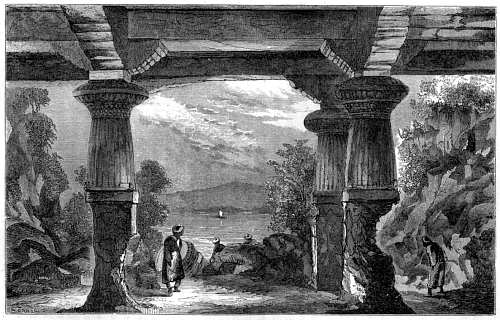
Eingang zur Haupthöhle in einem romantisierenden Stahlstich des 19. Jahrhunderts. Man erkennt das einer Holzkonstruktion nachempfundene steinerne „Gebälk“ der Halle, das auf kürbisförmigen Kapitellen (amalakas) aufruht. Alle Architekturelemente und alle bildhaften Darstellungen im Innern der Höhle wurden in jahrelanger mühevoller Arbeit aus dem massiven Fels herausgearbeitet. Die pfeilerartigen Sockelzonen waren bereits arg zerstört und wurden während der britischen Kolonialzeit erneuert.

Um das 2. Jahrhundert n. Chr. war Elephanta die Hauptstadt der Traikutakas, unter dem König Madhyamasena. Dieser gab das Land weiter an einen Brahmanen, welcher es von dem König Harisena, der zur Vakataka-Dynastie gehörte, erobern ließ. Die Vakataka-Dynastie wurde dann wiederum von der Kalachuri-Dynastie abgelöst. In den Elephanta-Höhlen gibt es eine speziell für diese Dynastie typische Shiva-Darstellung: Shiva als Lakulisha. Ihr Vorhandensein ist ein Grund, warum man vermutet, dass diese Dynastie zu Zeiten der Tempelgründung die Vorherrschaft auf Elephanta besaß. Auch einige ausschließlich auf Elephanta vorhandene Funde von Silbermünzen, auf denen der zweite Herrscher der Kalachuris dargestellt wurde, sprechen für diese Dynastie als mögliche Stifter des Höhlenbaus. Allerdings kommen auch die Mauryas in Frage; ihre Dynastie erstreckte sich in dieser Zeit über das gesamte westliche Indien, einschließlich seiner Küstengebiete, dem Konkan. Es gibt einige Schriften, in denen der Name „puri“ als Hauptsitz dieser Mauryas verzeichnet wird. Es ist umstritten, ob damit die auch heute im lokalen Volksmund noch so genannte Insel „Gharapuri“ (Elephanta) gemeint ist. Es ist möglich, dass die Kalachuris unter der Oberherrschaft der Mauryas regierten oder umgekehrt.
Auf jeden Fall wurden die Küstengebiete im 7. Jahrhundert n. Chr. von den Chalukyas übernommen. Mit dem Tod von Vikramaditya II./VI. (um 1030), dem letzten großen Herrscher der Chalukyas, zerfiel das Reich in Einzelherrschaften. Eine dieser Einzelherrschaften waren die Yadavas von Devagiri. Sie dominierten, bis das Gebiet um ca. 1290 unter muslimische Herrschaft geriet, speziell unter die der Sultane von Gujarat (im 15. Jahrhundert in Ahmedabad residierend). Ab dem Jahr 1534 befand sich die Insel dann im Besitz der Portugiesen. Diese wurden im Jahr 1682 noch einmal von einer indischen Herrschaft – den Marathen – abgelöst, bis Elephanta im Jahr 1774 von den Briten übernommen wurde.
Auf der felsigen und immer noch dicht bewaldeten Insel befinden sich – in erhöhter Lage – insgesamt sechs Höhlen. Zwei davon liegen am Hang des nordwestlichen der beiden Hügel, aus denen die Insel besteht. Neben ihnen befinden sich auch die spärlichen Überreste eines unvollendeten Bauwerks, vermutlich eines buddhistischen Stupas. In der Mitte der Insel, am Osthang des westlichen Hügels, befinden sich vier weitere Höhlentempel, unter ihnen die Haupthöhle. Außer der Haupthöhle handelt es sich hierbei allerdings um größtenteils zerstörte bzw. unvollendete Anlagen mit weniger interessanten Skulpturen. Teile der Höhlen sind zudem – teilweise ganzjährig – überflutet oder aufgrund verschütteter Eingänge unzugänglich. Von kulturhistorischer und touristischer Bedeutung ist daher nur die Haupthöhle. Bis zum Jahr 1539 waren die Höhlen – Berichten zufolge – noch in sehr intaktem Zustand. Die dann bereits um 1550 zu beobachtenden großen Zerstörungen sind auf die Nutzung Elephantas als militärischer Standort zurückzuführen. Vor allem ein gewaltiger Kanonenschuss im Jahr 1712 mitten in die Haupthöhle hinein richtete großen Schaden an. Die ersten Restaurierungsarbeiten durch das Public Works Department begannen 1890 und seit 1909 steht die Höhle unter strenger Obhut des Archaeological Survey of India.

## Haupthöhle

### Architektur

Schnittzeichnung der Haupthöhle mit ihren Nebenhallen

Die Höhle ist in eine Haupthalle und vier Nebenhallen unterteilt. Die Höhle besitzt drei Eingänge. Der heutige touristische Haupteingang befindet sich im Norden der Höhle. Zu ihrem Vorplatz gelangt man über eine lange Treppe, die direkt an der Anlegestelle beginnt. An den beiden Seiten, westlich und östlich der Haupthalle, gliedert sich jeweils eine Nebenhöhle an. In ihrer Mitte steht jeweils eine runde Plattform, auf denen ehemals wohl Nandi, das Vahana-Tier Shivas saß; beide Nandi-Bullen sind heute nicht mehr vorhanden.
Im Süden gliedert sich an die beiden Nebenhallen jeweils eine weitere Nebenhalle an. In der östlichen dieser letzten beiden Nebenhallen befindet sich ein weiterer Schrein mit Shiva-Lingam, und in der westlichen eine Wasserzisterne. Ursprünglich war der Ost-Eingang der Haupteingang der Höhle; somit verfügt die gesamte Höhle über eine klare Ausrichtung entlang der Ost-West-Achse. Diese erkennt man auch an den Mondsteinen auf den Schwellsteinen des Ost- und Westeinganges. Hierdurch wird auch die Positionierung des Hauptschreins klar. Während er den von Norden eintretenden Touristen missverständlich an der Seite der Haupthalle positioniert erscheint, geht der von Osten Eintretende direkt auf ihn zu.
Von Norden nach Süden hat die Höhle eine Tiefe von ca. 40 m. Die Haupthalle besitzt ungefähr die gleiche Länge und Breite. Die Decke ist ca. 4–5 m hoch und ist auf mehrere aus dem Felsgestein herausgehauene Säulenreihen gestützt. Alle Säulen sind dreigeteilt: Auf einer pfeilerartigen Sockelzone mit quadratischem Querschnitt ruht der obere runde, mit Kanneluren versehene und nach oben leicht konisch zulaufende Säulenteil, auf dem ein kürbisförmiges Kapitell (amalaka) aufliegt. Im westlichen Teil findet sich eine Aussparung dieser Säulen, so dass dort der Shiva-Linga-Schrein Platz findet. Die östlichen Nebenhöhlen sind ca. 17 m breit und zusammen ca. 30 m tief. Die westlichen, etwas kleiner, sind ca. 12 m breit und zusammen ca. 24 m tief.

### Ikonographie
Die Wände der Haupthöhle sind versehen mit unzähligen figürlichen Darstellungen aus den teilweise volkstümlichen Geschichten über Shiva. Eine genaue Übersicht, sowohl des Gesamtaufbaus wie auch der einzelnen Ikonographien, sind dem Lageplan zu entnehmen.

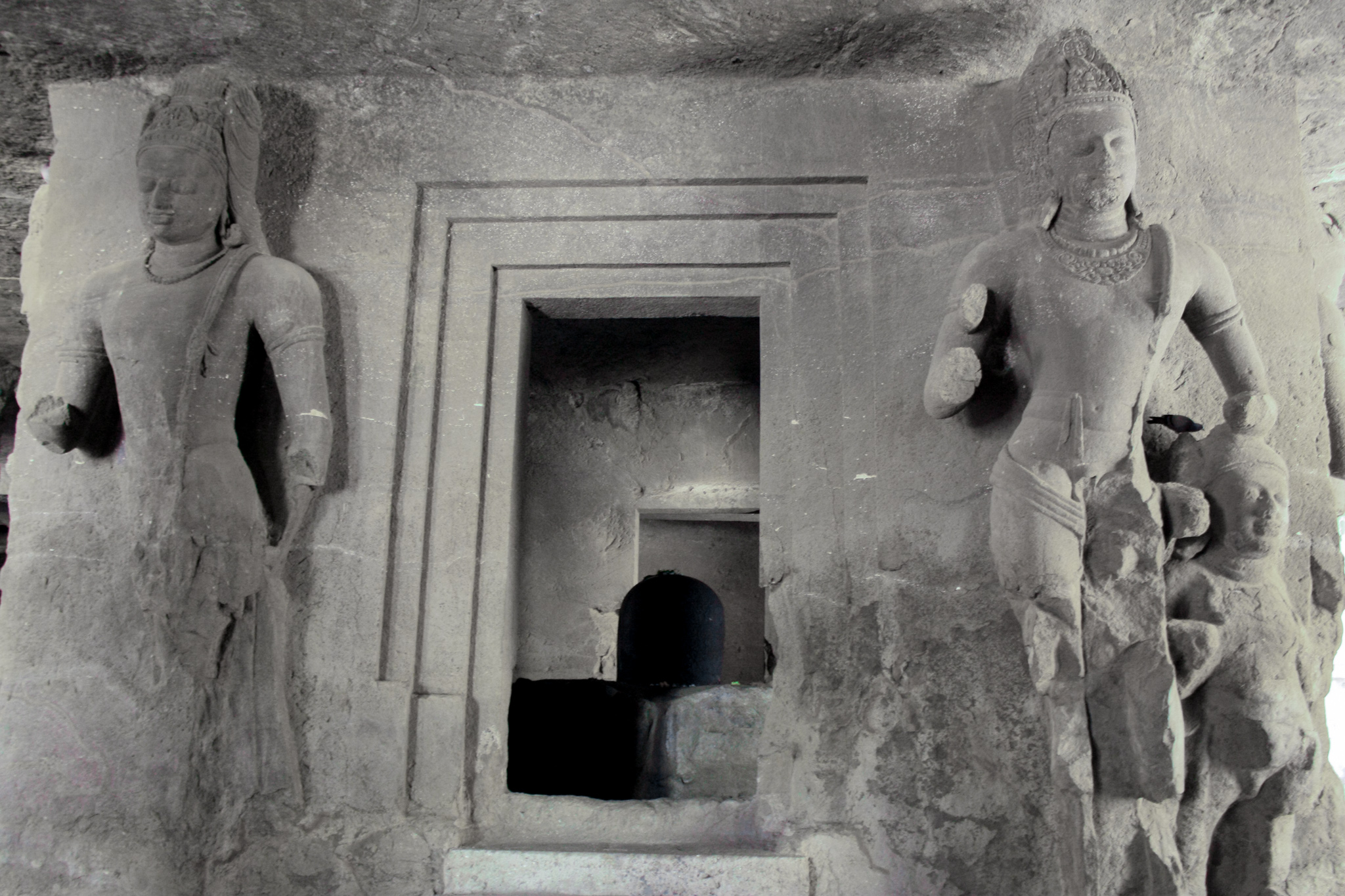
Shiva-linga-Schrein mit Dvarapalas (Wächterfiguren)

#### Lingam-Schrein (16)
Der für gläubige Hindus wichtigste Teil des Tempels ist der Schrein mit dem Shiva-Lingam im westlichen Teil der Haupthalle. Als Raum im Raum besteht er aus einer in alle vier Himmelsrichtungen offenen Cella. Seine Eingänge werden jeweils von zwei Torwächtern (dvarapalas) bewacht. Im Innenraum befindet sich auf einer dreistufigen Erhöhung, eine große glatte Plattform, auf der der ca. 1 m hohe Lingam thront, das Phallussymbol Shivas. Dieser bildet den zentralen Verehrungspunkt der Höhle, denn Shiva wird – anders als alle anderen Hindu-Gottheiten Indiens – niemals in seiner bildhaften Form verehrt, sondern ausschließlich in seiner abstrakten Form, dem Lingam. Diese Tatsache weist zurück auf uralte, noch anikonische Traditionen der indischen Götterverehrung.

#### Trimurti (4)

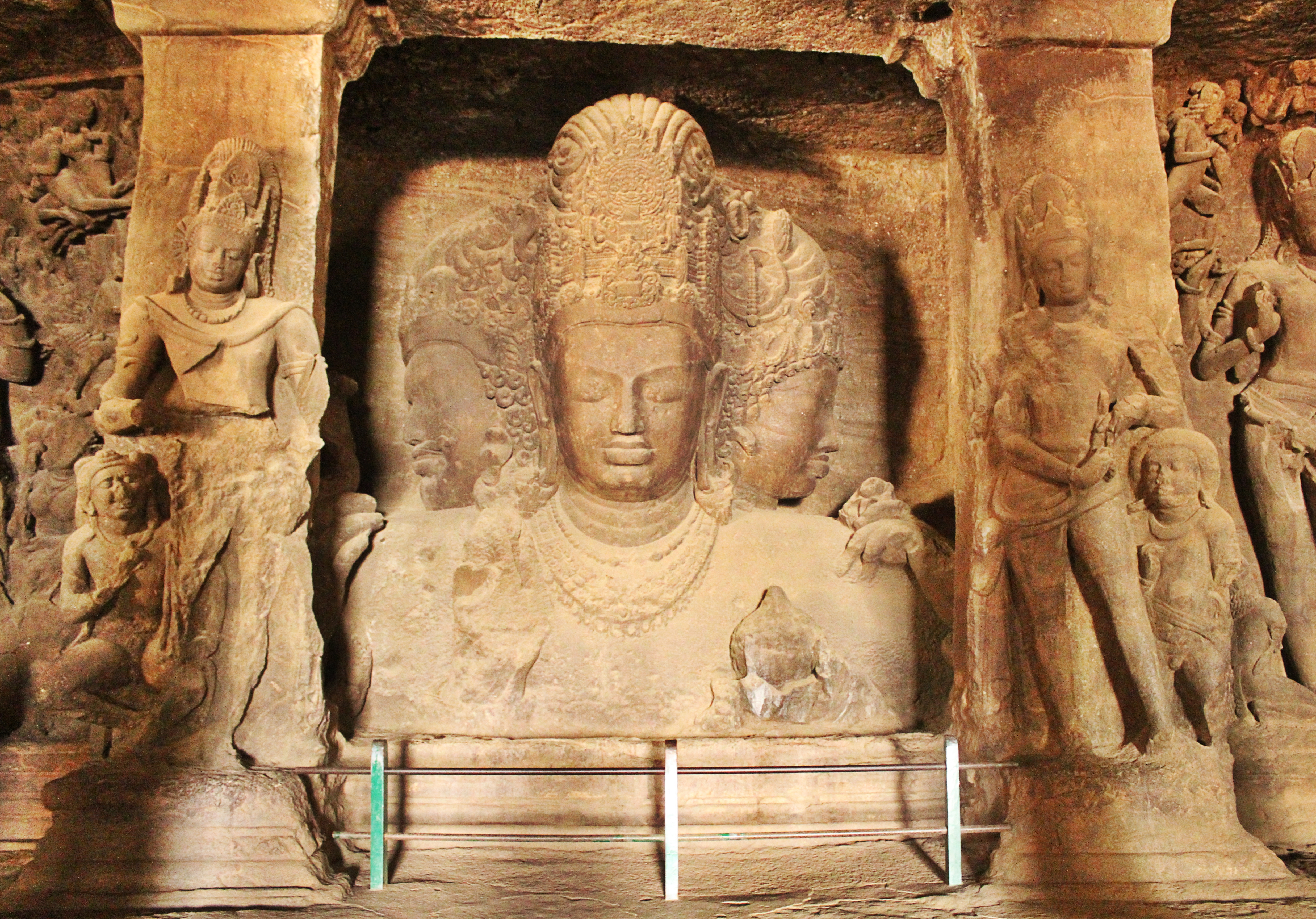
Shiva als Mahadeva / Maheshvara

Direkt gegenüber dem Nordeingang befindet sich – als zweites Hauptmotiv des Höhlentempels – Shiva als Mahadeva/Maheshvara; beides bedeutet „großer Gott“ bzw. „großer Herr“. Er hat drei Gesichter (trimukha oder trimurti), was zumeist als „universelle Form“ Shivas gedeutet wird. Die Interpretationen gehen hier jedoch auseinander: Es gibt auch den Ansatz ihn als vier-gesichtigen, d. h. alle Himmelsrichtungen beherrschenden, universalen Gott zu deuten; das vierte Gesicht wäre in dieser Betrachtung nach hinten gerichtet und somit nicht sichtbar. In jedem Fall werden in dieser Darstellung mehrere Aspekte oder Charaktere Shivas vereint: Sein nach rechts blickendes Gesicht mit dem Schädelkopf in der Haarkrone repräsentiert seinen zornigen Aspekt. Das mittlere Antlitz zeigt Shiva jugendlich, und das linke weiblich. Die Augen aller drei Figuren sind geschlossen – Shiva ist nicht aktiv (wie in den meisten anderen Bildnissen der Höhle), sondern in – geradezu überirdischer – Ruhe bzw. Meditation dargestellt.
Das dem Betrachter zugewandte, tief in sich ruhende Antlitz des Gottes gehört zweifellos zu den eindrucksvollsten Leistungen indischer Bildhauerkunst und knüpft an die besten Darstellungen Buddhas (z. B. in Ajanta und Ellora) an. Doch auch der aus dem Felsgestein herausgearbeitete, aber dennoch differenziert und detailreich gestaltete Kopfschmuck verdient Beachtung.
An den Wänden der Haupthalle befinden sich weitere wichtige Reliefs, die allesamt Szenen aus den Shiva-Legenden darstellen. Da die Höhle laut C. D. Collins entgegen der üblichen Umwandlungsrichtung (pradakshina), d. h. entgegen dem Uhrzeigersinn begangen wird, wird sie auch im Folgenden in dieser Reihenfolge beschrieben:

#### Yogeshvara (9)
Wenn man weiter gegen den Uhrzeigersinn geht, gelangt man zur westlichen Seite des Nordeingangs. Dort zeigt sich Shiva als Yogeshvara, was so viel bedeutet wie „Herr der Yogis“. Auf Grund der Keule in seiner Hand wird er auch Lakulisha genannt. Yogeshvara bzw. Lakulisha bezeichnet die 28. Inkarnation Shivas und steht für Shivas asketischen aber auch unterweisenden Aspekt. Zusammen mit seinen vier Schülern wird er von Anhängern der Pashupata-Sekte als ihr Sektengründer verehrt.

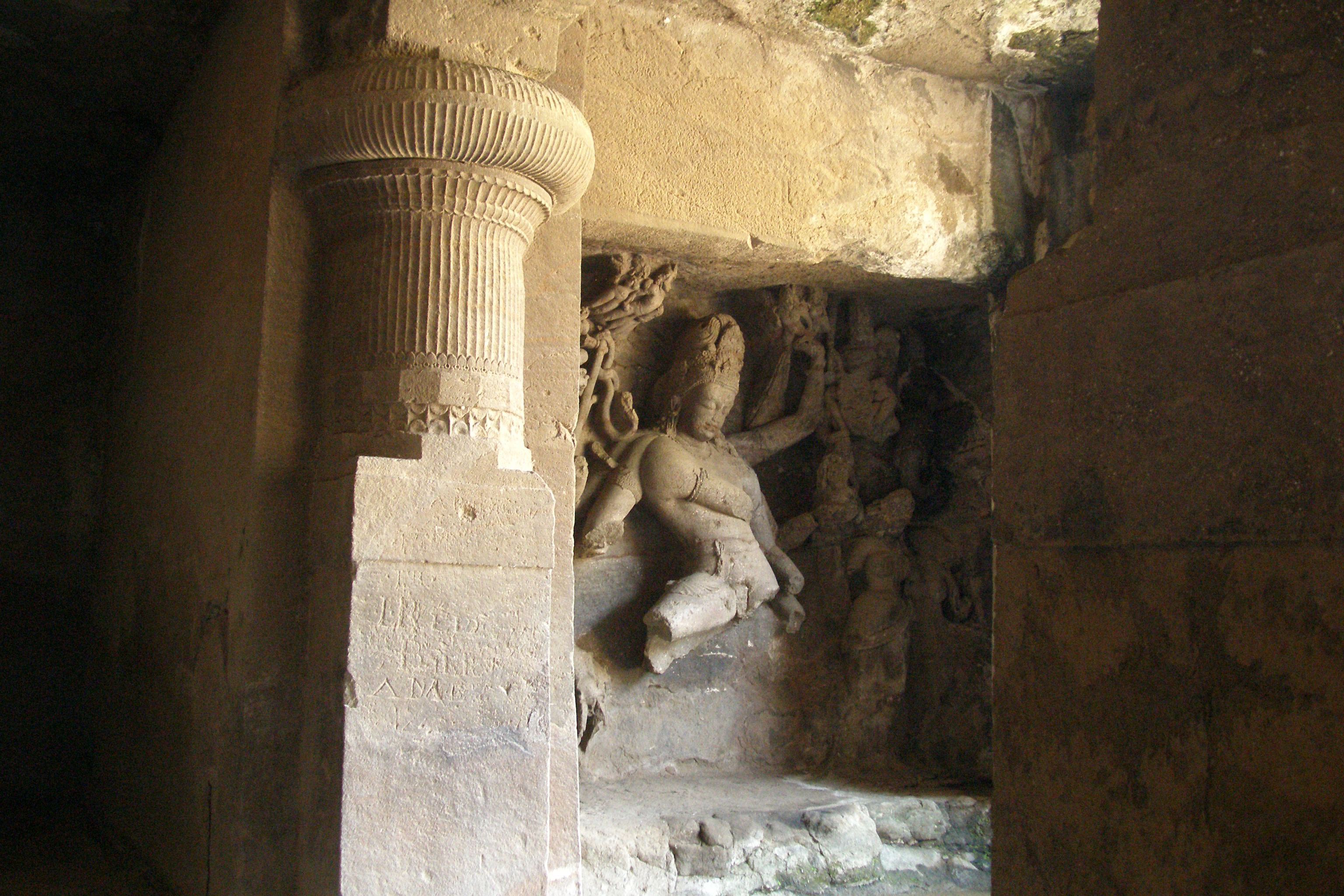
Shiva als Nataraja

#### Nataraja (8)
Auf der östlichen Seite des Nordeingangs befindet sich Shiva als Herr des Tanzes, Nataraja. Meist wird diese Szene als „kosmischer Tanz“ interpretiert, als Tanz, durch den Shiva das Universum zerstört, um es anschließend neu zu erschaffen. Hier in Elephanta ist es jedoch auch möglich, ihn in Verbindung mit der Andhaka-Skulptur zu deuten. Laut den Vamana-Puranas, repräsentiert diese Szene dann den hochkonzentrierten rituellen Tanz vor dem Kampf mit dem Dämon. In diesem Zusammenhang würde die anschließende Meditation dann in der ihm gegenüber liegenden Szene verbildlicht werden. Der Raum zu beiden Seiten des – hier mit 8 Armen darstellten und in Trance versunkenen – Gottes ist gefüllt mit anderen Hindu-Gottheiten und Asketen.

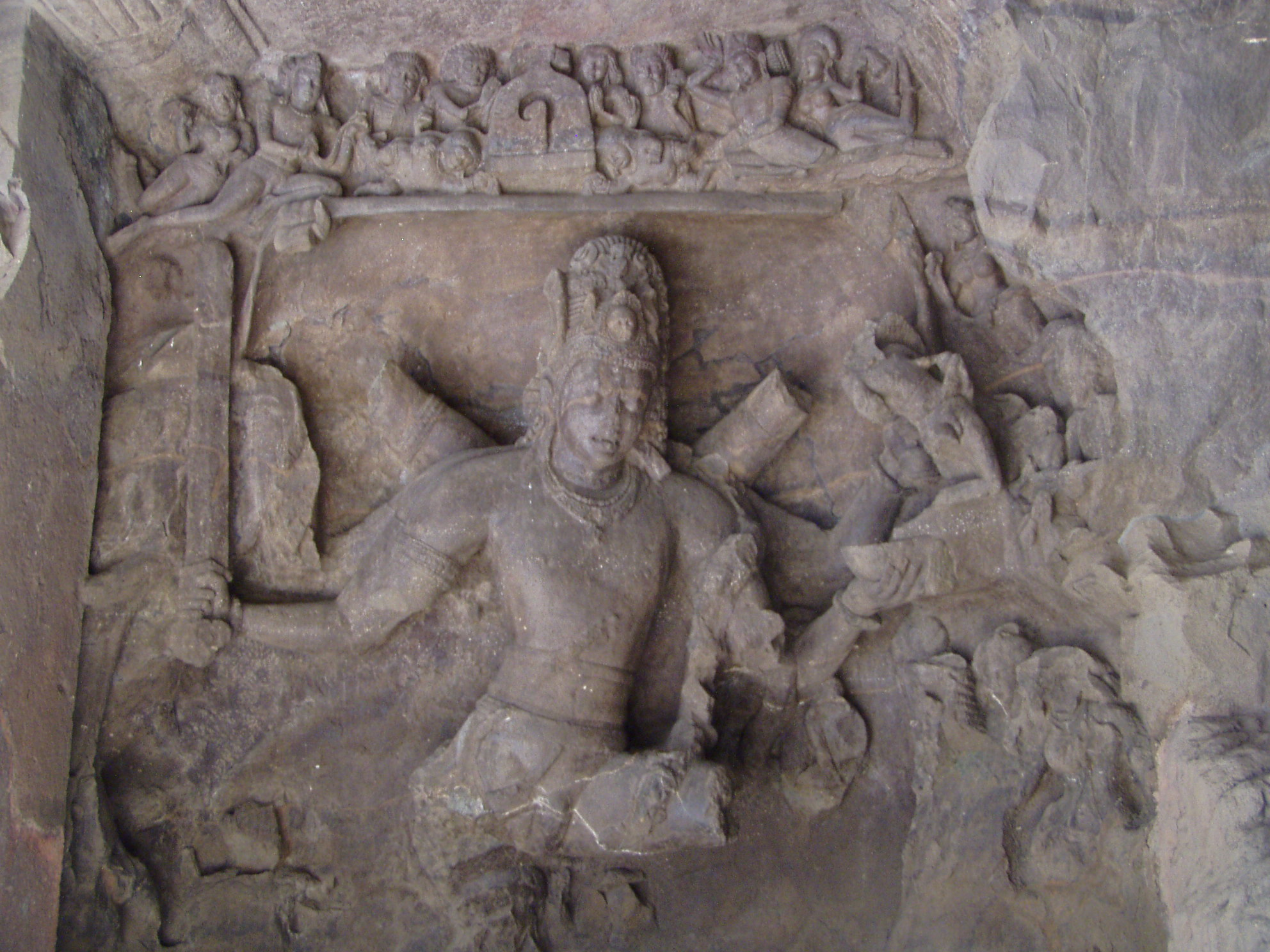
Shiva als Bhairava

#### Shiva und Andhaka (7)
Geht man weiter, findet man Shiva in seiner Gestalt als Bhairava, wie er den Dämon Andhaka tötet (andhakasuravadhamurti). Andhaka bedeutet so viel wie „Dunkelheit“ und „Unwissenheit“; nach der Legende darf kein Tropfen seines Blutes auf die Erde fallen, da ansonsten neue Dämonen – und damit neue Dunkelheit und Unwissenheit – entstehen würden. Gleichzeitig macht ihn dies beinahe unangreifbar und so tötet ihn Shiva mit seinem Dreizack und fängt das herabtropfende Blut mit einer Schädelschale auf. Der grausame Aspekt Shivas als Bhairava zeigt sich in seinen hervortretenden Eckzähnen, einem Totenschädel in seiner Haarkrone und seinen Waffen. Die in einer Felslandschaft oder Höhle spielende Szenerie wird überhöht von himmlischen Apsaras und Gandharvas.

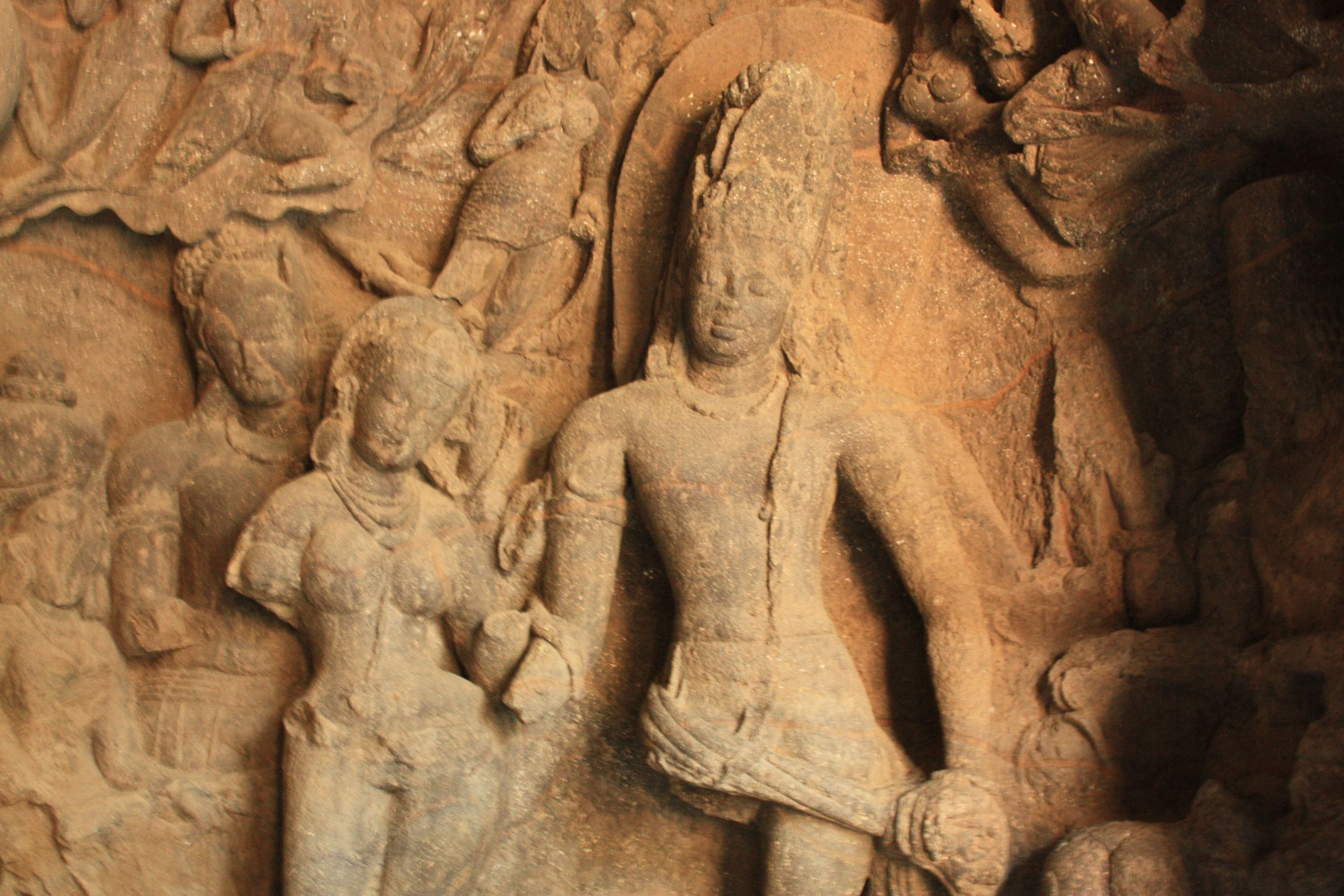
Hochzeit von Shiva und Parvati

#### Hochzeit Shivas und Parvatis (6)
Gegenüber befindet sich das Kalyanasundaramurti, Shivas Hochzeit mit Parvati – eine überaus zärtlich gestaltete Szene. Entgegen der üblichen indischen Hochzeitstradition steht die – im Vergleich zu Shiva – deutlich kleinere Parvati zur Rechten ihres Gemahls; ihr Kopf ist hingebungsvoll zur Seite geneigt. Hinter Parvati – ihr Name bedeutet „Tochter der Berge“ – steht ihr Vater Himalaya. Natürlich sind auch andere Götter und Apsaras als Trauzeugen und Hochzeitsgäste anwesend; Brahma fungiert bei der Zeremonie als Priester („Brahmane“). Beide Arme Parvatis sind zerstört, vermutlich lag jedoch ihre linke Hand auf der rechten Hand Shivas – ein auch im indischen Kulturkreis gebräuchliches Zeichen des Vertrauens und der Zusammengehörigkeit. Beachtenswert ist auch die große Aureole hinter Shivas Haupt.

#### Herabkunft der Ganga (5)
Himalaya ist gleichzeitig auch der Vater der Flussgöttin Ganga. Die Darstellung der Herabkunft der Ganga (gangadharamurti) folgt direkt anschließend: Shiva bändigt die enorme Kraft des aus den Bergen des Himalaya herabströmenden Flusses mit seinem langen – nicht mehr zu einer Krone zusammengebunden – Asketenhaar. Im Ramayana finden sich einige Geschichten, die es ermöglichen, diese Szene mit der vorherigen Hochzeitsszene in Verbindung zu setzen.
Geht man nun einen Schritt weiter, befindet man sich direkt gegenüber dem Haupteingang. Hier blickt man auf den bereits als zentrales Hauptmotiv der Höhle beschrieben Shiva als Mahadeva mit den drei Gesichtern.

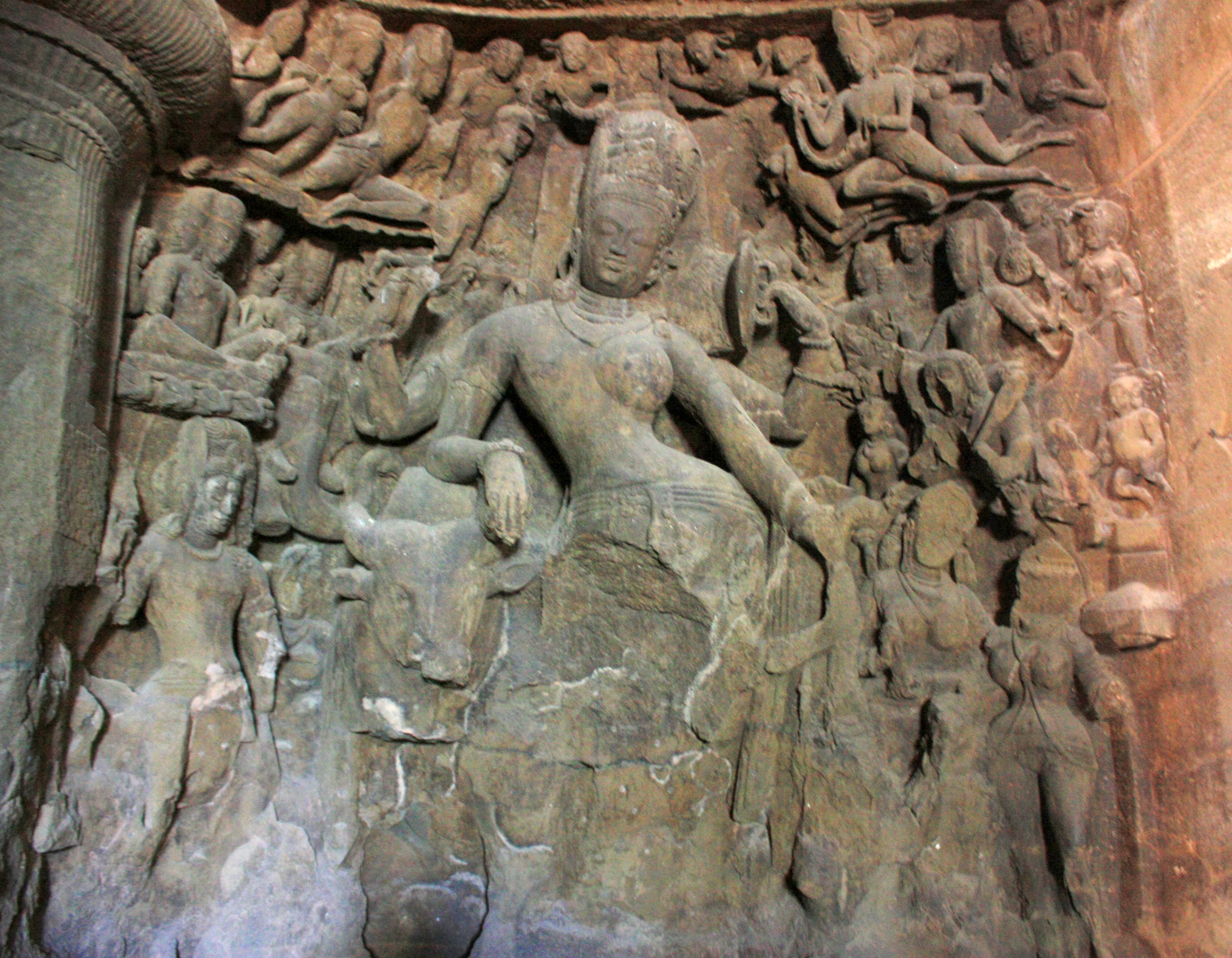
Shiva als Ardhanarishvara

#### Ardhanarishvara (3)
Auch die anschließende Figur zeigt Shiva als universale Gegensätze in sich vereinender – und somit die kosmische Harmonie verkörpernder – Gott: Ardhanarishvara bedeutet so viel wie „der Herr, dessen Hälfte eine Frau ist“. In einer außergewöhnlich eleganten Standhaltung lehnt die männliche Hälfte auf einem Stier, vermutlich Nandi; die weibliche Hälfte verfügt über einen üppigen Busen sowie eine weit ausladende Hüfte und hält einen Spiegel in einer ihrer Hände. Auch der Kopfschmuck ist zweigeteilt. Die Darstellung wird eingerahmt von den beiden anderen Hauptgöttern des hinduistischen Pantheons: Brahma (sitzend, drei- bzw. vierköpfig) und Vishnu (auf Garuda) sowie einer Vielzahl von himmlischen Wesen (Apsaras und Gandharvas), wovon eines sich mit einer Blumengirlande in den Händen dem Gott nähert.

#### Shiva und Parvati (2)
Wieder in der Haupthalle zurück, stößt man als Nächstes auf Shiva mit Parvati auf dem Berg Kailash. Diese Szene wird die „Spiel-Szene“ (umamaheshamurti) von Shiva mit Parvati genannt. Die Deutungen sind jedoch ausgesprochen vielfältig. Parvati wendet sich eindeutig von Shiva ab. Die beiden sind von einigen Begleiterinnen umgeben, eine von ihnen hält ein Kind.

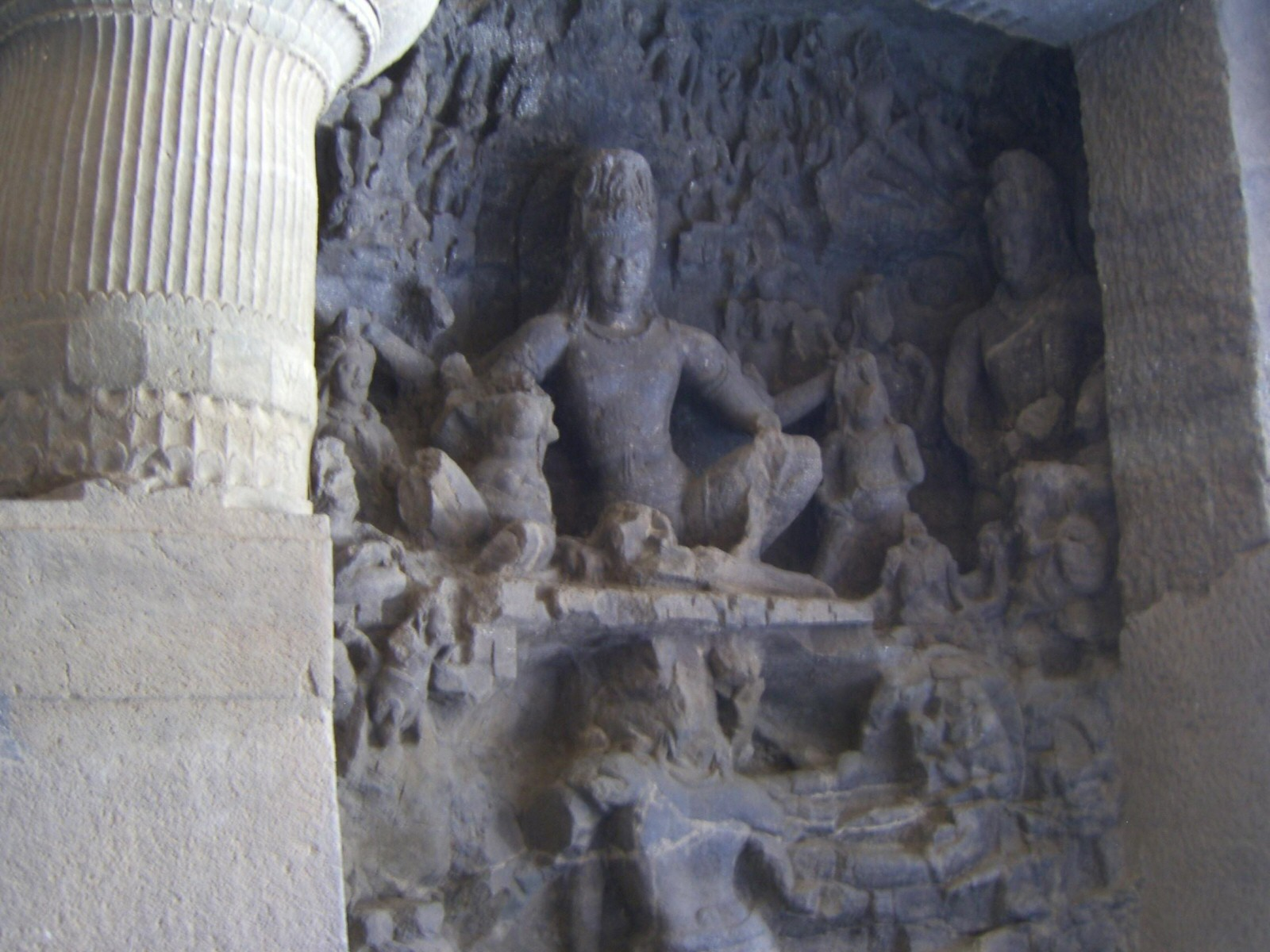
Shiva und Ravana

#### Shiva und Ravana (1)
Das erste Relief an der nördlichen Seite des westlichen Haupteingangs zeigt den zehnköpfigen und zwanzigarmigen Dämonen Ravana im Kampf mit Shiva. Ravana versucht, so wird erzählt, den Berg Kailasa hochzuheben, wohl wissend, dass er damit die Ruhe Shivas, seiner Gemahlin und – im weiteren Sinne – den Frieden der ganzen Welt stört. Shivas – aus der Ruhe schöpfende – Kraft jedoch ist größer, er drückt von oben den Berg mit seinem aufgestellten linken Fuß wieder herunter und sperrt dadurch den Dämon ein, tötet ihn aber nicht, obwohl er die Macht dazu hätte – vielleicht eine Anspielung auf die Unauslöschlichkeit des Bösen. Zur Rechten Shivas sitzt seine deutlich kleiner dargestellte Gemahlin Parvati, die sich – vom Erdbeben erschrocken – an Shivas rechten Arm schmiegt; der umgebende Bildraum ist wie üblich mit Göttern und Apsaras gefüllt.
Damit ist man wieder am Ausgangspunkt angelangt. Vermutlich haben die Pashupata nach diesem Rundgang in der Halle vor dem Shiva-Linga Platz genommen, um dort zu meditieren.

## Nebenhallen
Im Westen der ersten westlichen Nebenhöhle befindet sich ein weiterer Schrein. In der davor befindlichen Mandapa ist eine Figurenkonstellation abgebildet, ähnlich der an der östlichen Seite des Haupteinganges. Shiva, vermutlich als Lakulisha, sitzt in der Mitte auf einem Lotus, gehalten von zwei Nagas. Ihn umgeben zwei Asketen sowie zwei Brahma-ähnliche Figuren im Flug. Durch einen Durchgang, den zwei Dvarapalas, also Torwächter, beschützen, gelangt man zum eigentlichen Schrein. In der Mitte befindet sich ein Shiva-Linga auf einem Altar. An den Seiten befindet sich mehrere Skulpturen: Ein tanzender Shiva, Brahma auf seinem Vahana dem Schwan, eine geschmückte Frau, vermutlich Parvati, Indra auf seinem Vahana, dem Elefanten Airavata und der vierarmige Vishnu auf seinem Vahana Garuda. Vermutlich wurden all diese Figuren erst nachträglich in der Höhle installiert.
Auch in der hinteren östlichen Nebenhöhle befindet sich ein Schrein mit Shiva-Lingam, allerdings fast dreimal so groß wie der West-Schrein. Der Schrein besitzt einen pradakshina-Gang um sich herum, und man muss über zwei Stufen gehen, um zum Lingam, auf der Mitte des Altars, zu gelangen. Auch bei diesem Schrein wird der Eingang von Dvarapalas beschützt. Außerdem in der Kapelle vorhanden sind Ganesha auf seiner Ratte und wiederum Brahma und Vishnu auf ihren Vahanas. Eine männliche Figur mit Dreizack steht am nördlichen Ende, vermutlich Shiva. Entlang der westlichen Wand reihen sich die Sapta- bzw. Asta-Matrikas (sieben bzw. acht Muttergöttinnen, die auch als weibliche Aspekte indischer Götter verstanden werden können) in folgender Reihenfolge auf: Brahmi von Brahma, Maheshvari von Maheshvara Shiva, Vaishnavi von Vishnu, Kaumari von Kumara, Aindri von Indra, Varahi von Varaha, Narasimhi von Narasimha und zuletzt Chamunda, eine zerstörerische Form Durgas – meist dargestellt als alte bzw. hässliche Frau. Ihnen allen voran befinden sich eine Ganesha- und eine Virabhadra-Darstellung – leiblicher bzw. geistiger Sohn Shivas.

## Interpretation zur Konzeption der Höhle
Die gesamte Höhle ist zur Verehrung Shivas konzipiert. Das Hauptanbetungsobjekt ist der große Schrein in der Haupthalle. Die Brahmanen-Priester und die Pilger betraten die Haupthalle vermutlich über die westliche Nebenhalle und näherten sich somit dem Kultobjekt auf dem üblichen Weg von Westen nach Osten. Die anschließende rituelle Umkreisung (pradakshina) des Schreins erfolgte, laut C. D. Collins, entgegen dem Uhrzeigersinn, so wie es in der Pashupata-Sekte üblich war. Die darauf folgende Meditation fand wahrscheinlich östlich vor dem Schrein statt, da dieser Bereich bei der Umgehung frei blieb. Die Annexhöhlen werden eine sehr separate Funktion gehabt haben. Mit ihrer ähnlichen Figurenausstattung scheinen sie eine Art Kopie der Haupthalle zu bilden. Sowohl in den östlichen, als auch in den westlichen hinteren Höhlen, existiert ein eigener Schrein, die westliche besitzt sogar eine eigene zentrale Lakulisha-Darstellung.
Die Ikonographie der Höhle repräsentiert die unterschiedlichen Aspekte Shivas. Auffällig deutlich wird Shivas Gegensätzlichkeit inszeniert: Gegenüber dem asketisch ruhig meditierenden Yogishvara wird Shiva als Nataraja dynamisch bewegt beim schöpferischen Tanz gezeigt; gegenüber der fröhlichen vereinenden Hochzeitszeremonie befindet sich Shiva als zerstörerischer Dämonentöter. Vor allem bei der Mahadeva-Darstellung, wo seine unterschiedlichsten Aspekte in einer Person verschmelzen, wird die Multikonzeptionalität Shivas als zentrales Motiv der Höhle deutlich.

## Künstlerische Bedeutung
Mit ihrer einheitlichen und nachvollziehbaren ikonographischen Konzeption (Darstellung der universalen Aspekte Shivas) sowie ihrer außergewöhnlichen handwerklichen Perfektion und künstlerischen Ausdrucksstärke, die – trotz vielfältiger Zerstörungen – immer noch deutlich erkennbar sind, gehören die Skulpturen in der Haupthöhle von Elephanta zum Eindrucksvollsten, was die klassische indische Bildhauerkunst hinterlassen hat.
Darüber hinaus wird die gängige – sowohl in Indien wie in Europa vertretene – Auffassung von Shiva als ausschließlichem „Gott der Zerstörung“ durch die differenzierte Ikonographie von Elephanta eindeutig relativiert.

## Tourismus
Die Insel ist ein beliebtes Ziel für Touristen. Über kleine Boote werden die Touristen von der Halbinsel Mumbais zur Insel von Elephanta gefahren. Neben den religiös motivierten Besuchern ist der Tourismus eine Haupteinnahmequelle.